# 개령 김씨
개령 김씨(開寧金氏)는 경상북도 김천시 개령면을 본관으로 하는 한국의 성씨이다.
시조 김현선(金玄繕)은 고려의 장군으로, 김알지의 후손 또는 경주 사람이라고 한다.

## 참고 자료
- “개령김씨(開寧金氏)”. 뿌리를 찾아서.[깨진 링크(과거 내용 찾기)]